# Helina stenotarsis
Helina stenotarsis este o specie de muște din genul Helina, familia Muscidae, descrisă de Xue în anul 2002.
Este endemică în Xinjiang. Conform Catalogue of Life specia Helina stenotarsis nu are subspecii cunoscute.